# Port lotniczy Fagernes
Port lotniczy Fagernes – krajowy port lotniczy położony w Fagernes. Jest jednym z największych portów lotniczych w południowej Norwegii.

## Linie lotnicze i połączenia
Obecnie nie ma regularnych ani czarterowych połączeń lotniczych z lotniska Fagernes.